# Fred T. Jane
John Fredrick Thomas Jane (6 août 1865-8 mars 1916) est l'éditeur fondateur de livres de référence sur les navires de guerre (Jane's Fighting Ships) et les aéronefs (Jane's All the World's Aircraft (en)) et l'homonyme de ce qui allait devenir Jane's Information Group et ses nombreuses publications.

## Biographie
Jane naît à Richmond, dans le Surrey, en Angleterre, mais travaille la majeure partie de sa vie à Portsmouth. Son père est vicaire et il fréquente l'école d'Exeter (en). Il commence à dessiner des navires de guerre à l'adolescence et se fait remarquer dans les années 1890 pour illustrer des romans scientifiques de George Griffith (en) et d'autres auteurs, ainsi que pour ses propres romans de science-fiction tels que To Venus in Five Seconds (en) (publié en 1897) et The Violet Flame (1899).
Wargamer miniature passionné, Jane publie pour la première fois All the World's Fighting Ships (sous le nom de Jane's Fighting Ships après 1905) en 1898, qui catalogue tous les navires de guerre exploités par chaque pays, leurs armements et d'autres détails, en complément d'un jeu de guerre qu'il a conçu. C'est un succès dès le départ et il devient le répertoire de référence standard sur le sujet. En 1909, il crée All the World's Aircraft. L'entreprise de Jane s'appelle maintenant Jane's Information Group .
Jane était un artiste maritime et naval accompli dont les œuvres ont été largement publiées dans des périodiques et ses propres livres, ses illustrations sont maintenant à collectionner. Il était également impliqué dans la politique, se présentant comme candidat indépendant pour Portsmouth aux élections générales de 1906. Il était fermement opposé au Parti libéral (en particulier à son aile gauche) et lorsqu'un candidat libéral de gauche Edward Hemmerde (en) fut nommé en 1910, il organisa un coup pour perturber leur campagne électorale. Lors d'une autre réunion publique, Jane s'arrangea pour qu'un marin demande à Hemmerde d'insister sur la fourniture d'échelles de hamac s'il était élu : Hemmerde tomba pour cela et fit la promesse. Il enleva également une fois le député Victor Grayson (en) dans un coup politique. Sa maison de Portsmouth , sur Southsea Common, porte maintenant une plaque indiquant qu'il y vivait.
Plus tard, Jane vécut à Bedhampton (en) et joua un rôle déterminant dans la mise en place de l'une des premières troupes scoutes. Il est enterré au cimetière de Highland Road, Southsea.